# دم‌خوکی
دُم‌خوکی (نام علمی: Simias concolor) یا میمون دم‌بلند دم‌خوکی، نام یک گونه از زیرخانواده شست‌بریدگان است.